# DIGOS
La Divisione investigazioni generali e operazioni speciali, in sigla D.I.G.O.S., è un ufficio della Polizia di Stato presente in ciascuna delle 105 questure italiane. Per quanto incardinata nell'organico della questura, date le materie di cui si occupa, essa dipende funzionalmente dalla Direzione centrale della polizia di prevenzione del Ministero dell'interno.

## Storia
Le DIGOS nacquero insieme all'UCIGOS, con la riorganizzazione del Dipartimento centrale di Polizia nel 1978, come uffici periferici presso ogni questura (Divisioni Investigazioni Generali ed Operazioni Speciali), prendendo il posto dei vecchi "Uffici politici" dipendenti dall'Ufficio affari riservati.
Le funzioni affidate furono: raccolta delle informazioni relative alla situazione generale, anche ai fini della tutela dell'ordine pubblico; investigazioni per la prevenzione e la repressione dei reati contro la personalità interna ed internazionale dello Stato e contro l'ordine pubblico, dai reati di terrorismo a quelli di natura politica, in genere.

## Competenze
La DIGOS dipende funzionalmente dalla DCPP - Direzione centrale polizia prevenzione - la cui sede è a Roma. Essa svolge attività investigativa e informativa finalizzata a prevenire e contrastare una svariata lista di reati. I compiti più famosi attribuiti alla DIGOS sono sicuramente il contrasto alle attività eversive dell'ordine democratico e alle attività terroristiche: essa si interessa di terrorismo a livello sia nazionale che internazionale, anche di tipo informatico e telematico, inoltre controlla anche tutte le attività di gruppi estremistici che perseguono scopi di sovvertimento sociale col ricorso alla violenza.
Un'altra mansione famosa espletata è la prevenzione e la repressione dei reati effettuati durante le manifestazioni sportive e pubbliche - non a caso esiste una speciale Squadra Tifoserie.
Infine, la DIGOS esegue direttamente le operazioni derivanti dalle proprie investigazioni.

## Organizzazione
A livello generale le varie DIGOS delle questure sono suddivise in due moduli - A e B - ognuno dei quali prevede una propria organizzazione interna che riflette l'incidenza dei fenomeni criminosi oggetto delle competenze di questo speciale ufficio e le peculiarità del territorio in cui esso opera.
- il Modulo A è il tipo di organizzazione utilizzato in 25 questure, ovvero quelle di Ancona, Bari, Bologna, Brescia, Cagliari, Caltanissetta, Campobasso, Catania, Catanzaro, Firenze, Genova, L’Aquila, Lecce, Messina, Milano, Napoli, Palermo, Perugia, Potenza, Reggio Calabria, Salerno, Torino, Trento, Trieste e Venezia. Le DIGOS organizzate secondo tale modulo sono al comando di un funzionario con qualifica di Primo dirigente, Vice Questore o Vice Questore Aggiunto, il quale dirige e coordina le seguenti sezioni:
  - Area Affari Generali;
  - 1ª sezione - Informativa, deputata all'attività informativa sia di carattere generale che speciale nonché all'elaborazione di analisi sulla situazione dell'ordine pubblico e della sicurezza pubblica in ambito provinciale;
  - 2ª sezione - Investigativa, deputata all'attività investigativa di un gran numero di materie - tra cui reati incidenti l'ordine o la sicurezza pubblica non ascrivibili alla criminalità organizzata di tipo mafioso o comune e reati compiuti da gruppi militari, paramilitari o comunque inclini all'uso della violenza che possano turbare l'ordine e la sicurezza pubblica - escluse però quelle inerenti al terrorismo;
  - 3ª sezione - Antiterrorismo, deputata all'attività di informazione e di investigazione, sia preventiva che giudiziaria (repressiva), nei confronti di organizzazioni eversive e terroristiche interne ed esterne. Tale sezione si occupa inoltre della ricerca dei latitanti, del supporto delle sezioni investigative delle DIGOS sede di Corte d'Appello che non dispongono di una sezione antiterrorismo distinta e di intrattenere i rapporti con la DIA e la DDA;
- il Modulo B è la tipologia di organizzazione utilizzata nelle altre 80 questure. Anch'esse sono dirette e coordinate da un funzionario, ma questo può avere una qualifica che va da Primo dirigente - apicale - a quella di Commissario Capo - la più bassa. Le sezioni, secondo tale modulo, sono solamente tre:
  - Area Affari Generali;
  - 1ª sezione - Informativa, con compiti eguali alla stessa sezione del Modulo A;
  - 2ª sezione - Investigativa, con compiti eguali alla stessa sezione del Modulo A ma, poiché in questo modulo non è prevista una Sezione Antiterrorismo distinta, essa assume anche i compiti normalmente affidati a quest'ultima.

Ogni Sezione Informativa dispone di una Squadra Tifoserie, la quale segue le dinamiche interne al tifo sportivo attraverso personale dedicato a ciascuna squadra di calcio presente nel territorio di competenza.
Infine, ogni sezione può essere comandata da un funzionario con qualifica fino a Vice Questore o Vice Questore Aggiunto, da un appartenente al ruolo degli Ispettori oppure, più raramente, da un appartenente al ruolo dei Sovrintendenti.

### UIGOS
All'interno dei Commissariati di Polizia, sono presenti gli "Uffici Investigazioni Generali e Operazioni Speciali", abbreviati UIGOS.

## Controversie
Nel maggio del 2019, l’operato della DIGOS è stato criticato per sospetta repressione della libertà di manifestare il proprio pensiero sancito dall’Articolo 21 della Costituzione italiana. Gli interventi compiuti dalla DIGOS vengono di solito motivati con la necessità di evitare provocazioni e assicurarsi che non si verifichino incidenti. Vengono giustificati da un’interpretazione molto ampia di una legge del 1948, che punisce «chiunque con qualsiasi mezzo impedisce o turba una riunione di propaganda elettorale, sia pubblica che privata». La legge fu approvata in un momento molto turbolento della storia politica italiana. Le contestazioni, a volte anche violente, erano la norma durante i comizi. In altre occasioni, gli operatori della DIGOS sono stati contestati per interventi sproporzionati all’effettiva minaccia, anche attraverso l’uso della forza, che avrebbe provocato danni materiali, lesioni fisiche ed ingiustificata limitazione della libertà di circolazione.